# Raoul de Houdenc

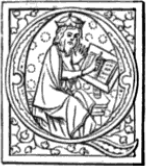
"Méraugis de Portlesguez", roman de la Table ronde, fac-simile dal manoscritto a Vienna.

Raoul de Houdenc (1165 – 1230) è stato un poeta francese.

## Biografia
Al suo nome, Raoul, fu aggiunto il luogo di nascita Houdenc, ma non è certo che si tratti di Hodenc-en-Bray, oppure di Hodenc-l'Évêque (paesi che si trovano nel dipartimento dell'Oise), ovvero di Houdain nel dipartimento Passo di Calais (luogo di nascita scelto in alcune biografie) o di Houdain-lez-Bavay nel dipartimento Nord. Questo trovatore, attivo dalla fine del XII secolo ai primi tre decenni del XIII secolo, si esprimeva nella lingua piccarda, diffusa nel Nord della Francia. Forse era un monaco, forse un giocoliere: poco o nulla si sa della sua vita e sembra che si occupasse di amministrare delle terre. Alcune sue opere appartengono al ciclo di Re Artù (il leggendario condottiero bretone) e sono composte alla maniera di Chrétien de Troyes. Méraugis de Portlesguez, romanzo cavalleresco con elementi fiabeschi, fu pubblicato per la prima volta nel 1869, a cura del  bibliotecario francese Heinrich Michelant.
Spunti satirici e autobiografici, presenti nelle sue opere, sono influenzati dalla Psychomachia del poeta tardo-latino Prudenzio. Un secolo prima del poema La Divina Commedia di Dante, Raoul de Houdenc scrisse Le Songe d'Enfer e La Voie de Paradis, che sono i primi due grandi poemi medievali che raccontano un viaggio immaginario, all'Inferno e in Paradiso.

## Opere
- Méraugis de Portlesguez.[3]
- La Voie de Paradis.
- Songe d'Enfer, (1214-1225).[4]
- Roman des Eles de Courtoisie o Roman des Ailes.
- La Vengeance Raguidel.[5]

### Edizioni
- "Le Songe d'Enfer", suivi de "La Voie de Paradis": poèmes du XIIIe siècle, précédés d'une notice historique et critique par Philéas Lebesgue, Paris, éd. Sansot, 1908.
- "Meraugis de Portlesguez": roman arthurien du XIIIe siècle, publié d'après le manuscrit de la Bibliothèque du Vatican, Paris, éd. M. Szkilnik, 2004.
- La Vengeance Raguidel, edizione critica di Gilles Roussineau, Genève, Librairie Droz, 2006.